# Леклер, Мишель
Мише́ль Лекле́р (фр. Michel Leclère, 18 марта 1946, Париж) — французский автогонщик, участник чемпионата мира по автогонкам в классе Формула-1.

## Карьера
После победы во французской Формуле-3, выступая за команду Alpine Renault в 1972 году, Леклер затем хорошо себя показал в Формуле-2. Это дало ему шанс на место в Формуле-1. После неудачного дебюта за Tyrrell в последней гонке сезона 1975 года (Гран-при США) Леклер получил место в Walter Wolf Racing на сезон 1976 года. Однако отношения с командой не сложились, и француз вернулся в Формулу-2. Вскоре после неудачного сезона с Kauhsen в 1977 Леклер ушёл из гонок.

## Полная таблица результатов в Ф1
| Легенда к таблице |                                                                    |
| --- | ------------------------------------------------------------------ |
| В таблице перечислены результаты всех Гран-при Формулы-1, в которых принимал участие гонщик. Строками таблицы являются сезоны, столбцами — этапы чемпионата мира. В каждой клетке указаны сокращённое название этапа и результат, дополнительно обозначенный цветом. Расшифровка обозначений и цветов представлена в нижеследующей таблице. |                                                                    |
| \| Пример \| Описание \| \| ------------ \| ------------------------------------------------------------------ \| \| 1 \| Победитель \| \| 2 \| Второе место \| \| 3 \| Третье место \| \| 5 \| Финишировал, заработав очки \| \| Сход \| Не финишировал, но при этом заработал очки \| \| 12 \| Финишировал, не получив очков \| \| НКЛ \| Финишировал, но не попал в финальную классификацию \| \| 15 \| Участвовал вне зачёта, либо по отдельной классификации \| \| 18 \| Не финишировал, но попал в финальную классификацию \| \| Сход \| Не финишировал \| \| НКВ \| Не прошёл квалификацию \| \| НПКВ \| Не прошёл предквалификацию \| \| ДСК \| Дисквалифицирован \| \| ИСК \| Исключён из протокола соревнований \| \| ТТ \| Заявлен для участия только в тренировках \| \| НС \| Участвовал в квалификации, но не стартовал в гонке \| \| Т \| Травмирован или болен \| \| ОТК \| Отказ от участия \| \| НТР \| Прибыл на соревнования, но на трассу не выезжал \| \| НПР \| Был заявлен в числе участников, но не прибыл к началу соревнований \| \| О \| Соревнования отменены \| \| \| Не участвовал \| \| Поул-позиция \| \| \| Быстрый круг \| \| |                                                                    |
| Пример | Описание                                                           |
| 1 | Победитель                                                         |
| 2 | Второе место                                                       |
| 3 | Третье место                                                       |
| 5 | Финишировал, заработав очки                                        |
| Сход | Не финишировал, но при этом заработал очки                         |
| 12 | Финишировал, не получив очков                                      |
| НКЛ | Финишировал, но не попал в финальную классификацию                 |
| 15 | Участвовал вне зачёта, либо по отдельной классификации             |
| 18 | Не финишировал, но попал в финальную классификацию                 |
| Сход | Не финишировал                                                     |
| НКВ | Не прошёл квалификацию                                             |
| НПКВ | Не прошёл предквалификацию                                         |
| ДСК | Дисквалифицирован                                                  |
| ИСК | Исключён из протокола соревнований                                 |
| ТТ | Заявлен для участия только в тренировках                           |
| НС | Участвовал в квалификации, но не стартовал в гонке                 |
| Т | Травмирован или болен                                              |
| ОТК | Отказ от участия                                                   |
| НТР | Прибыл на соревнования, но на трассу не выезжал                    |
| НПР | Был заявлен в числе участников, но не прибыл к началу соревнований |
| О | Соревнования отменены                                              |
| | Не участвовал                                                      |
| Поул-позиция |                                                                    |
| Быстрый круг |                                                                    |

| Сезон | Команда  | Шасси | Двигатель | Ш | 1   | 2      | 3       | 4      | 5      | 6      | 7        | 8      | 9   | 10  | 11  | 12  | 13  | 14       | 15  | 16  | Место | Очки |
| ----- | -------- | ----- | --------- | - | --- | ------ | ------- | ------ | ------ | ------ | -------- | ------ | --- | --- | --- | --- | --- | -------- | --- | --- | ----- | ---- |
| 1975  | Tyrrell  | 007   | Ford V8   | G | АРГ | БРА    | ЮАР     | ИСП    | МОН    | БЕЛ    | ШВЕ      | НИД    | ФРА | ВЕЛ | ГЕР | АВТ | ИТА | США Сход |     |     | -     | 0    |
| 1976  | Williams | FW05  | Ford V8   | G | БРА | ЮАР 13 | СШЗ НКВ |        |        |        |          |        |     |     |     |     |     |          |     |     | -     | 0    |
| 1976  | Wolf     | FW05  | Ford V8   | G |     |        |         | ИСП 10 | БЕЛ 11 | МОН 11 | ШВЕ Сход | ФРА 13 | ВЕЛ | ГЕР | АВТ | НИД | ИТА | КАН      | США | ЯПО | -     | 0    |